# Venera 2MV-1 No.2
A Venera 2MV-1 No.2, também conhecida como Sputnik 20 no Ocidente, foi uma sonda soviética lançada em 1962 como parte do Programa Venera, com o objetivo de ser a primeira sonda a explorar Vênus.
Devido a um problema no último estágio, ela não conseguiu deixar a órbita terrestre baixa, e reentrou na atmosfera, poucos dias depois. Esta foi a segunda de duas sondas Venera 2MV-1, sendo que ambas falharam.
A Venera 2MV-1 No.2 foi lançada as 02:12:30 UTC de 1 de Setembro de 1962, por intermédio de um foguete Molniya (8K78), a partir do Cosmódromo de Baikonur. Os primeiros três estágios do foguete funcionaram perfeitamente, colocando o quarto estágio e a carga útil em uma órbita terrestre baixa.
O quarto estágio deveria ter sido acionado sessenta e um minutos e trinta segundos após o lançamento, para colocá-lo numa órbita heliocêntrica, no entanto, o comando de ignição não ocorreu como previsto, e o motor não foi acionado, deixando o quarto estágio numa órbita geocêntrica, tendo reentrado na atmosfera em 6 de Setembro de 1962, cinco dias depois do lançamento.
O nome Sputnik 24, e mais tarde Sputnik 20, foram atribuídos pelo Comando Espacial Naval dos Estados Unidos, para identificar a sonda, no seu "relatório de situação de satélite", visto que a União Soviética não divulgava suas designações internas naquela época, e nem associava um nome oficial às missões que falhavam.